# Eysenckova teorija osebnosti
Eysenckova teorija osebnosti primarno temelji na genetiki in psihologiji, kar ustreza temperamentu. Temperament ima genetsko osnovo, je vrojen in ostaja relativno stabilen skozi vse življenje. Prvi dve kategoriji, ki jih je ugotovil Eysenck, sta bili ekstravertnost – introvertnost in nevroticizem – nenevroticizem (stabilnost). Skladno z njegovo teorijo vzburjenja obstaja optimalna raven kortikalnega vzburjenja, od česar je odvisna stopnja dejavnosti osebe. Vzburjenje se lahko meri s prevodnostjo kože ali preko možganskih valov, natančneje preko EEG parametrov. Ekstraverti so tako kronično premalo vzburjeni, zato potrebujejo zunanjo stimulacijo, da vzdržujejo optimalno raven dejavnosti. V nasprotju pa so introverti pretirano vzburjeni, zato za optimalno delovanje potrebujejo mir in tišino. Nevroticizem označujejo visoke ravni negativnih afektov kot na primer depresija in anksioznost. Skladno z Eysenckovo teorijo je nevroticizem povezan z aktivnostjo simpatičnega živčnega sistema ali visceralnih možganov (del možganov, ki skrbi za nagle in ustrezne odzive ob soočenju organizma z nevarnostmi [»boj ali beg«]). Aktivacija tega sistema se meri preko srčnega utripa, krvnega pritiska ali mišične napetosti.
Eysenck si je pri snovanju teorije osebnosti empirično pomagal s faktorskimi analizami številnih vprašalniških postavk. Ekstravernost – introvertnost in nevroticizem – nenevrotizizem, ki ju je odkril najprej, sta bila dva obsežna in približno enako močna faktorja, ki sta pojasnjevala največji del variance v odgovorih respondentov, hkrati pa sta bila ta dva faktorja neodvisna drug od drugega. Ker pa je ostalo še veliko postavk, ki niso bile nasičene s tema dvema dimenzijama, je Eysenck pozneje izločil še tretji faktor, psihoticizem, ki je prav tako neodvisen od prvih dveh. Nastala je teoretska zgradba osebnosti, zasnovana na omenjenih treh temeljnih dimenzijah osebnosti (ekstravertnost [E], nevroticizem [N] in psihoticizem [P]) :
a) ekstravertnost – introvertnost (E)
Vprašanja, ki se nanašajo na to dimenzijo:
- Ali radi zahajate v družbo?
- Ali ste zadovoljni pri poslu, ki zahteva hitro delovanje?
- Imate radi delo, ki je polno načrtovanj in tveganj?

Prvi pol dimenzije vključuje družabnost, živahnost, podjetnost, aktivno in impulzivno vedenje, interes za okolico in dražljaje; drugi pol pa vključuje nedružabnost, previdno, zadržano in razmišljujoče obnašanje, interese za lastno doživljanje in notranji, subjektivni svet. Dimenzija je kompleksna, sestavljena iz več subdimenzij, ki visoko korelirajo med seboj: družabnost, živahnost, aktivnost, gospodovalnost, iskanje dražljajev, brezskrbnost, dominantnost, vihravost in tveganje. Faktorske analize vprašalniških postavk so pogosto pokazale notranjo strukturo dveh ali treh širših subdimenzij, za katere so se navadno izkazale tri subdimenzije aktivnost, impulzivnost in družabnost (sociabilnost) ali pa po dve od njih. Pri tem je Eysenck komponento impulzivnost najprej uvrstil med ekstravertnost, kasneje pa ocenil, da s psihoticizmom korelira močneje, zato jo je uvrstil k tej dimenziji.
b) nevroticizem (N): emocionalna labilnost – emocionalna stabilnost
Dimenzija korelira z značilnimi postavkami, na primer:
- Ali mislite, da ste enako sposobni kot večina drugih?
- Ali ste nervozen človek?
- Ali vas večkrat obhajajo misli, da ste napačno ravnali?

Kažejo na eni strani stabilno, čustveno kontrolirano in uravnoteženo vedenje, mirnost, pretežno dobro razpoloženje, zadovoljstvo z življenjem, obvladanost, samozaupanje, gotovost in osredotočenost. Na drugi strani pa se kaže ta dimenzija v zaskrbljenosti, bojaznih, tesnobnosti, napetosti, nesproščenosti, nerazpoloženju, labilnem čustvovanju, preobčutljivosti, razdražljivosti, občutjih krivde, šibki odpornosti na strese in frustracije. Eysenck je tudi ugotovil, da je visoka stopnja čustvene labilnosti povezana s simptomatiko nevrotskih motenj (tesnobnost, bojazni, fobije, prisilni impulzi in prisilna razmišljanja).
Podobno kot pri ekstravertnosti, lahko tudi pri tej dimenziji govorimo o več komponentah. Prvotnih sedem je Eysenck kasneje razširil na devet: tesnobnost, depresivnost, občutja krivde, nizko samospoštovanje, napetost, iracionalnost, plašnost, muhavost in čustvenost. 
c) nepsihoticizem – psihoticizem (P)
Poznejše Eysenckove raziskave so odkrile še eno neodvisno faktorsko dimenzijo, ki pojasnjuje malo manj variance v vedenjskih razlikah kot prvi dve. Ta dimenzija označuje na eni strani blagost, obzirnost, nesebičnost, zmožnost empatije, neagresivnost, pohlevnost, strpnost, prijaznost, zaupanje, skrbnost, taktnost, previdnost, vljudnost, premišljenost, realizem, dobre odnose, prijateljstvo, odprtost; na drugi strani pa brezobzirnost, pomanjkanje čuta za druge, agresivnost, ambicioznost, dominantnost, nagibanje h grobosti, drznost in željo po neobičajnih izkustvih, sumničavost, neprijaznost, težavnost v odnosih, netolerantnost, egoizem, togost, netaktnost, tja do čudaštva in sovražnosti. Za psihoticizem bi bilo tako značilno egoistično obnašanje, močna volja, težnja po neodvisnosti, drznost, impulzivnost, manjša prilagojenost, neupoštevanje realnosti, avanturizem in težnja po ekstremnih izkušnjah, medtem ko se nepsihoticizem kaže v blagi miselnosti, previdnem, prilagojenem in prijaznem obnašanju, upoštevanju norm in samokontroli.
Primer vprašalniških postavk nevroticizma:
- Ali se zelo razjezite, če vas nekdo neupravičeno kritizira?
- Ali mislite, da je poštenost vedno najboljša politika?
- Ali opravite stvari na svoj način, ne glede na pomisleke in ugovore drugih?

### LITERATURA
<references>
Pop-Jordanova, N. in Zorcec, T. (2010). Age, Gender and Disorder Related Personality Characteristics of Pediatric Patients Measured by Eysenck Personality Questionnaire. Acta Informatica Medica. 8, 207–211.
Musek, J. (2005). Psihološke dimenzije osebnosti. Ljubljana: Filozofska fakulteta.
1. ↑  Pop-Jordanova, N. in Zorcec, T. (2010). Age, Gender and Disorder Related Personality Characteristics of Pediatric Patients Measured by Eysenck Personality Questionnaire. Acta Informatica Medica. 8, 207–211.
2. ↑  Musek, J. (2005). Psihološke dimenzije osebnosti. Ljubljana: Filozofska fakulteta.